# District de Tiexi (Siping)
Pour les articles homonymes, voir Tiexi.
Le district de Tiexi (铁西区 ; pinyin : Tiěxī Qū) est une subdivision administrative de la province du Jilin en Chine. Il est placé sous la juridiction de la ville-préfecture de Siping.